# Lockheed Martin X-33

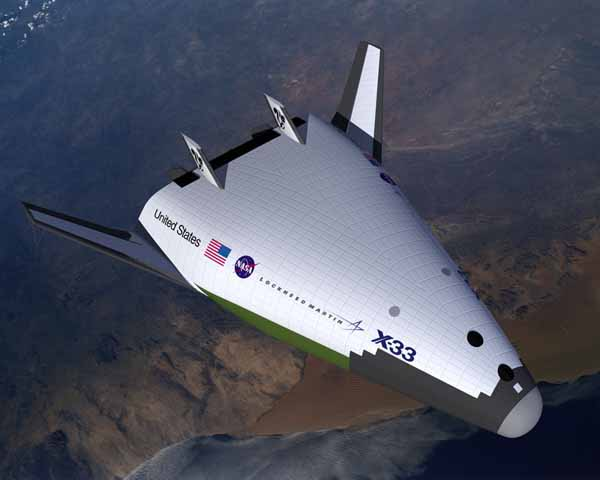
Lockheed Martin X-33

Lockheed Martin X-33 byl letový model (v polovičním měřítku – délka 20,3 m, rozpětí 20,6 m) vícenásobně použitelného nosného prostředku RLV (Reusable Launch Vehicle) VentureStar. Model vztlakového tělesa postavila firma Lockheed Martin v roce 1997.
Projekt VentureStar měl nahradit raketoplány Space Shuttle po ukončení jejich činnosti, ale po technických problémech byl projekt v roce 2001 definitivně ukončen.